# Луриньш, Антон Антонович
Антон Антонович Луриньш (латыш. Antons Lūriņš, 1911—1983) — советский латышский хозяйственный, государственный и политический деятель, первый секретарь Бауского райкома Компартии Латвии. Герой Социалистического Труда.

## Биография
Родился в 1911 году в Курляндской губернии. Член ВКП(б) с 1940 года.
С 1931 по 1971 год — на хозяйственной, общественной и политической работе: охранник Даугавпилсского земельного банка, был арестован за коммунистическую деятельность, после 1940 — председатель Даугавпилсского горисполкома, председатель Исполнительного комитета Даугавпилсского уездного, областного Совета, заместитель Министерства[уточнить] сельского хозяйства Латвийской ССР (1949—1953), начальник Управления организованного набора рабочих при СМ Латвийской ССР, заместитель министра рыбной промышленности Латвийской ССР (1954—1955), 1-й секретарь Бауского районного комитета КП Латвии, заведующий отделом ЦК КП Латвии, член ЦК КП Латвии, в сельскохозяйственном отделе АН Латвийской ССР.

Указом Президиума Верховного Совета СССР от 15 февраля 1958 года Луриньшу Антону Антоновичу присвоено звание Героя Социалистического Труда с вручением ордена Ленина и золотой медали «Серп и Молот» за успехи в развитии сельского хозяйства и достижение высоких показателей по производству и заготовкам мяса, молока, зерна, картофеля, сахарной свёклы и других продуктов сельского хозяйства, за внедрение достижений науки и передовых методов в сельскохозяйственном производстве Латвийской ССР.

Избирался депутатом Верховного Совета СССР 1-го и 2-го созывов.
В 1949 году окончил Высшую партийную школу.
Исключён из состава ЦК КП Латвии Постановлением III пленума ЦК КП Латвии 1 — 2.8.1960. Возглавлял завод экспериментальных биохимических препаратов. С 1969 г. на пенсии.
Умер в 1983 году в Риге.